# Paulo Chaves
Paulo Chaves (Iguape, 26 de agosto de 1921 - Santo André, 30 de janeiro de 1989), foi um famoso artista plástico brasileiro, e um dos precursores do movimento abstrato no Brasil. Paulo foi um dos grandes nomes da transição dos movimentos geométrico para o abstrato no país. 

## Formação
Após completar sua graduação no Brasil, Paulo estendeu sua formação em Paris, França em meados dos anos 50, onde frequentou o ateliê de André Lhote e realizou o curso de história da arte no Museu do Louvre. 

## Críticas
"O caminho plástico do artista foi percorrido no sentido da figura para a abstração, a princípio parcial e já nesta altura realizada plenamente como expressão plástica pura, desligada de qualquer teor literário. Mas adiante acrescentamos que a desvinculação da figura em Paulo Chaves foi  valorizada por um conhecimento paulatino do instrumento de seu trabalho, de modo que ele pôde utilizar a cor e a forma com a propriedade que nasce da vivência e a consciência que flui da maturidade. A sua arte surge generosamente pelas ´avenidas da meditação e não pelos canais da ação´, que segundo Mark Tobey, são a via de fruição da obra de arte. Ela é equilibrada e sugere estados emocionais e profunda significação poética". 
Enock Sacramento 
"A trajetória de sua pintura foi clássica e teve três fases distintas. Primeiro, o aprendizado acadêmico, o ofício da figura e da imagem do barroquismo nos relevos, a luz crepuscular e o brilho antigo, dando a seus quadros um clima intimista. Mais tarde, passando um ano na Europa, voltou ao Brasil e se viu envolto por um clima sombrio, pessimista e inseguro. O resultado de suas obras é monocromático, com negros e cinzas predominando, dando ideias de ruínas, destruição e caos. Os quadros dessa curta fase são dramáticos, de uma beleza dilacerada e nunca foram expostos. Finalmente, após um ano, sua pintura adquiriu um vigor inusitado em suas expansões horizontais e verticais, hoje livres mas não arbitrárias, evidenciadas pelas luzes e cores plenas, demonstrando a riqueza infinita do seu universo íntimo". 
Samyra B. Serpa Crespo e outros 

## Cronologia
- s.d. - Santo André SP - Vive nessa cidade
- s.d. - Santo André SP - Funcionário público do INPS
- s.d. - Santo André SP - Militante político, presidente do Diretório Regional do Partido Socialista
- s.d. - Santo André SP - Presidente da Sociedade de Belas Artes e diretor da Escola de Belas Artes do Município
- 1958/1959 - Santo André SP - Funda e dirige a Escola de Belas Artes de Santo André
- 1964 - Nova York (Estados Unidos) - Realiza palestra sobre arte brasileira a convite da Universidade de Nova York
- 1969 - Santo André SP - Participa do júri do 2º Salão de Arte Contemporânea de Santo André, no Paço Municipal
- 1970 - Santo André SP - Participa do júri do 3º Salão de Arte Contemporânea de Santo André, no Paço Municipal
- 1972 - Santo André SP - Participa da comissão de seleção e premiação do 5º Salão de Arte Contemporânea de Santo André, no Paço Municipal
- 1979 - Stuttgart (Alemanha) - Chefe da delegação brasileira, participando do 9º Congresso Internacional de Artes Plásticas da AIAP-Unesco, e representando as delegações latino-americanas na sessão de encerramento
- 1981 - São Paulo SP - Participa da comissão de seleção e premiação do 2º Salão Paulista de Artes Plásticas e Visuais, no Paço das Artes
- 1983 - Maresias SP - Vive nessa cidade [4]

## Exposições individuais
- 1962 - Campinas - SP, Galeria Aremar
- 1965 - Nova York - Individual, Zegri
- 1967 - Barcelona (Espanha) -  Galeria Syra
- 1969 - Nova York -  na Zegri
- 1969 - São Paulo - SP -  Galeria Astréia
- 1973 - São Paulo SP - Galeria Astréia
- 1975 - São Paulo SP -   Galeria Paulo Prado
- 1976 - São Paulo SP -   Galeria Documenta
- 1977 - Joinville SC -  Museu de Arte de Joinville
- 1978 - Santo André SP - Paulo Chaves: pinturas, no Centro Cívico de Santo André
- 1979 - São Paulo SP -  Galeria Paulo Prado
- 1981 - São Paulo SP -  Galeria Paulo Prado
- 1984 - São Paulo SP -  Galeria Paulo Prado
- 1986 - São Caetano do Sul SP - a Multiarte Galeria
- 1987 - Santo André SP -  Tema Galeria de Arte

Exposições póstumas: 
- 1989 - Santos SP - Salão Foto Documento, na Secretária Municipal de Cultura
- 1989 - São Paulo SP - 7º Arte Litoral Norte, na Sadalla Galeria de Arte
- 1989 - São Paulo SP - 7º Salão Paulista de Arte Contemporânea
- 1989 - Ubatuba SP - 7º Arte Litoral Norte, na Fundação de Arte e Cultura
- 1998 - Santo André SP - 26º Salão de Arte Contemporânea de Santo André, no Paço Municipal
- 2009 - Santo André SP - Salão de Exposições do Centro Cívico

## Exposições coletivas
- 1977 - Atami (Japão) - 3ª Exposição de Arte Brasil-Japão
- 1977 - Brasília DF - 3ª Exposição de Arte Brasil-Japão
- 1977 - Quito (Japão) - 3ª Exposição de Arte Brasil-Japão
- 1977 - Rio de Janeiro RJ - 3ª Exposição de Arte Brasil-Japão
- 1977 - São Paulo SP - 3ª Exposição de Arte Brasil-Japão
- 1977 - Tóquio (Japão) - 3ª Exposição de Arte Brasil-Japão
- 1978 - Califórnia (Estados Unidos) - 3º Festival Internacional de Arte de Pasadena
- 1980 - Penápolis SP - 4º Salão de Artes Plásticas da Noroeste, na Fundação Educacional de Penápolis. Faculdade de Filosofia, Ciências e Letras de Penápolis
- 1981 - Atami (Japão) - 5ª Exposição de Arte Brasil-Japão
- 1981 - Brasília DF - 5ª Exposição de Arte Brasil-Japão
- 1981 - Quioto (Japão) - 5ª Exposição de Arte Brasil-Japão
- 1981 - Rio de Janeiro RJ - 5ª Exposição de Arte Brasil-Japão
- 1981 - São Paulo SP - 5ª Exposição de Arte Brasil-Japão
- 1981 - Tóquio (Japão) - 5ª Exposição de Arte Brasil-Japão
- 1982 - La Paz (Bolívia) - Pintura Actual, na Galeria de Arte América
- 1982 - Penápolis SP - 5º Salão de Artes Plásticas da Noroeste, na Fundação Educacional de Penápolis. Faculdade de Filosofia, Ciências e Letras de Penápolis
- 1987 - Caraguatatuba SP - Arte Litoral Norte: 9 artistas contemporâneos, no Espaço Setur
- 1987 - Ribeirão Preto SP - Carnaval Via Postal, na Itaugaleria
- 1987 - São Paulo SP - 20ª Exposição de Arte Contemporânea, na Chapel Art Show